# Залесе (гміна Острув-Мазовецька)
Залесе (пол. Zalesie) — село в Польщі, у гміні Острув-Мазовецька Островського повіту Мазовецького воєводства.
Населення — 293 особи (2011).

## Демографія
Демографічна структура станом на 31 березня 2011 року:
|          | Загалом | Допрацездатний вік | Працездатний вік | Постпрацездатний вік |
| -------- | ------- | ------------------ | ---------------- | -------------------- |
| Чоловіки | 147     | 42                 | 85               | 20                   |
| Жінки    | 146     | 33                 | 79               | 34                   |
| Разом    | 293     | 75                 | 164              | 54                   |